# SN 1993D
SN 1993D – supernowa typu Ia odkryta 1 lutego 1993 roku w galaktyce E571-G03. W momencie odkrycia miała maksymalną jasność 18,00m.